# Австрия на зимних Олимпийских играх 1998
Австрия принимала участие в Зимних Олимпийских играх 1998 года в Нагано (Япония) в восемнадцатый раз за свою историю, и завоевала пять серебряных, три золотые и девять бронзовых медалей. Сборная страны состояла из 96 спортсменов (73 мужчины, 23 женщины).
| Австрия на олимпиаде 1998 года в Нагано | Австрия на олимпиаде 1998 года в Нагано                                     | Австрия на олимпиаде 1998 года в Нагано | Австрия на олимпиаде 1998 года в Нагано | Австрия на олимпиаде 1998 года в Нагано |
| Медали                                  | Спортсмены                                                                  | Вид спорта                              | Дисциплина                              | Результат                               |
| --------------------------------------- | --------------------------------------------------------------------------- | --------------------------------------- | --------------------------------------- | --------------------------------------- |
| Золото                                  | Херманн Майер                                                               | Горнолыжный спорт                       | Супер-гигант, мужчины                   | 1.34,82                                 |
| Золото                                  | Херманн Майер                                                               | Горнолыжный спорт                       | Гигантский слалом, мужчины              | 2.38,51                                 |
| Золото                                  | Марио Райтер                                                                | Горнолыжный спорт                       | Горнолыжная комбинация, мужчины         | 1.36,21 / 1.31.85                       |
| Серебро                                 | Михаэла Дорфмайстер                                                         | Горнолыжный спорт                       | Супер-гигант, женщины                   | 1.18,03                                 |
| Серебро                                 | Штефан Эберхартер                                                           | Горнолыжный спорт                       | Гигантский слалом, мужчины              | 2.39,36                                 |
| Серебро                                 | Маркус Гандлер                                                              | Лыжные гонки                            | 10 км, классика, мужчины                | 27.32,5                                 |
| Серебро                                 | Ханс Кнаусс                                                                 | Горнолыжный спорт                       | Супер-гигант, мужчины                   | 1.35,43                                 |
| Серебро                                 | Александра Майсснитцер                                                      | Горнолыжный спорт                       | Гигантский слалом, женщины              | 2.52,39                                 |
| Бронза                                  | Кристиан Хоффман                                                            | Лыжные гонки                            | 50 км, мужчины                          | 2.06.01,8                               |
| Бронза                                  | Бригитте Кёк                                                                | Горнолыжный спорт                       | Гигантский слалом, женщины              | 2.19,42                                 |
| Бронза                                  | Кристиан Майер                                                              | Горнолыжный спорт                       | Горнолыжная комбинация, мужчины         | 1.35,06 / 1.35,05                       |
| Бронза                                  | Александра Майсснитцер                                                      | Горнолыжный спорт                       | Супер-гигант, женщины                   | 1.18,09                                 |
| Бронза                                  | Ангелика Нойнер                                                             | Санный спорт                            | женщины                                 | 3.24,253                                |
| Бронза                                  | Томас Сикора                                                                | Горнолыжный спорт                       | Слалом, мужчины                         | 1.50,68                                 |
| Бронза                                  | Ханнес Тринкль                                                              | Горнолыжный спорт                       | Скоростной спуск, мужчины               | 1.50,63                                 |
| Бронза                                  | Андреас Видхёльцль                                                          | Прыжки на лыжах с трамплина             | мужчины                                 | 232,5                                   |
| Бронза                                  | Райнхард Шварценбергер Мартин Хёлльварт Штефан Хорнгахер Андреас Видхёльцль | Прыжки на лыжах с трамплина             | мужчины                                 | 881,5                                   |

## Состав и результаты олимпийской сборной Австрии

### Бобслей
Спортсменов — 8
Мужчины
| Соревнование | Спортсмены                                                     | 1 заезд   | 1 заезд | 2 заезд   | 2 заезд | 3 заезд   | 3 заезд | Итоговый результат | Итоговое место |
| Соревнование | Спортсмены                                                     | Результат | Место   | Результат | Место   | Результат | Место   | Итоговый результат | Итоговое место |
| ------------ | -------------------------------------------------------------- | --------- | ------- | --------- | ------- | --------- | ------- | ------------------ | -------------- |
| Четвёрки     | Хуберт Шёссер Петер Лайсмуллер Эрвин Арнольд Мартин Шютценауэр | 53,10     | 6       | 53,50     | 7       | 53,79     | 7       | 2:40,39            | 9              |
| Четвёрки     | Курт Айнбергер Томас Бахлер Георг Кутнер Михель Мюллер         | 53,92     | 17      | 53,83     | 17      | 54,39     | 18      | 2:42,14            | 18             |